# Horní Domaslavice
Horní Domaslavice (en polonais : Domasłowice Górne ; en allemand : Ober Domaslowitz) est une commune du district de Frýdek-Místek, dans la région de Moravie-Silésie, en République tchèque. Sa population s'élevait à 942 habitants en 2021.

## Géographie
Horní Domaslavice se trouve à 7 km à l'est-nord-est du centre de Frýdek-Místek, à 21 km au sud-sud-est d'Ostrava et à 292 km à l'est-sud-est de Prague.
La commune est limitée par Lučina au nord-ouest, par Dolní Domaslavice au nord-est, par Dolní Tošanovice à l'est, par Vojkovice au sud, par Nošovice au sud-ouest et par Pazderna à l'ouest.

## Histoire
La première mention écrite du village date de 1305.

## Transports
Par la route, Horní Domaslavice se trouve à 12 km de Frýdek-Místek, à 30 km d'Ostrava et à 364 km de Prague.